# Société industrielle des téléphones
La Société industrielle des téléphones est une société française, devenue CIT-Alcatel.

## Historique

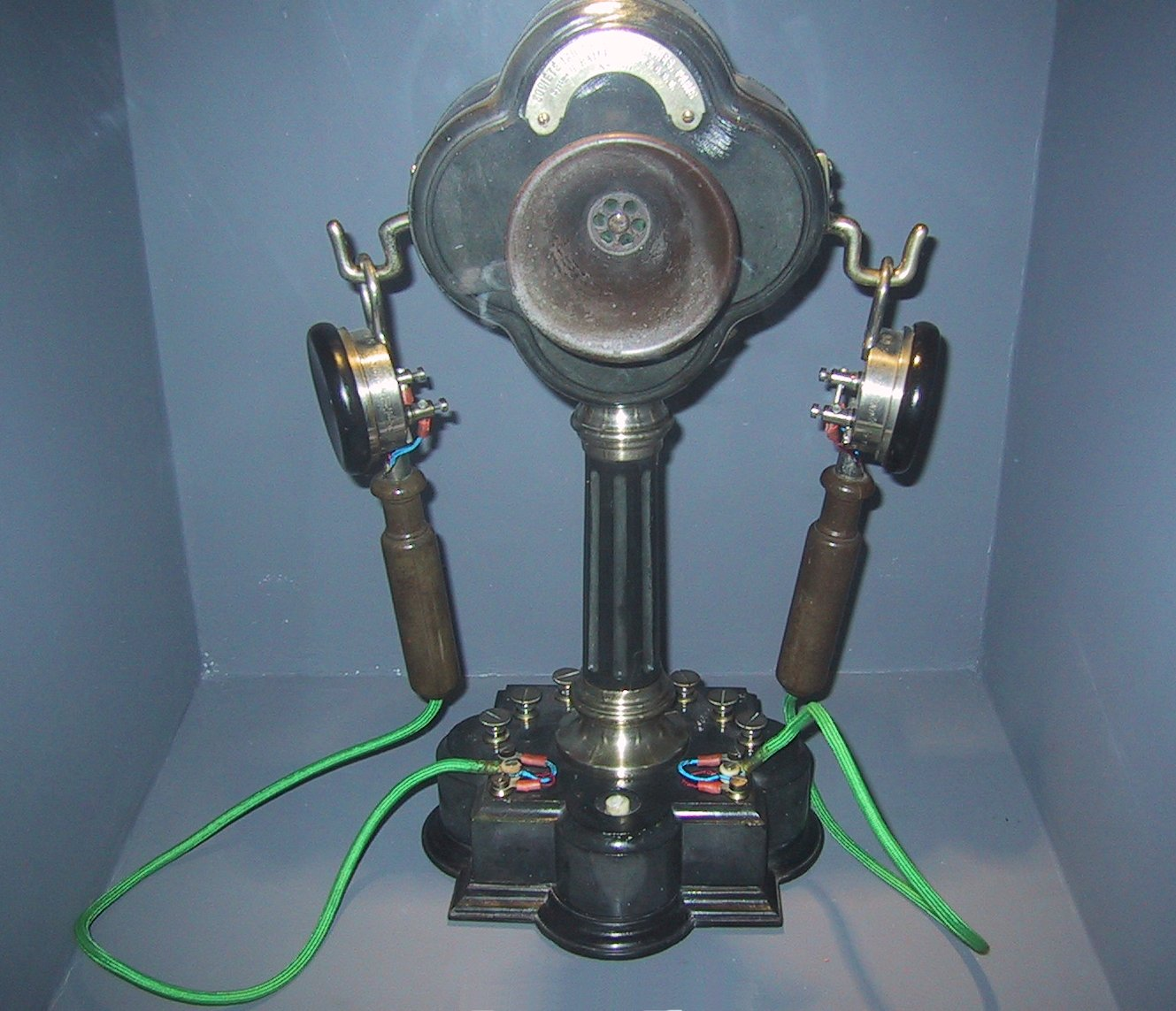
Téléphone SGT (1892)

Le 2 février 1880, la Compagnie des téléphones est constituée avec un capital de 5 millions de francs pour exploiter les brevets d'Edison, de Gray et de Breguet. Le Conseil d'administration est présidé par le riche banquier Amédée Jametel (frère du sénateur) et constitué de la Banque franco-égyptienne, Kohn-Reinach & Cie, Lévy Crémieu, Ernest May, Charles Ferry, Morel-Kahn, rejoint par le CIC.
En 1881, le capital est augmenté à 25 millions et la compagnie, fusionnant avec la Société française des téléphones, devient la Société générale des téléphones (SGT),. La SGT exploite le réseau téléphonique de villes françaises jusqu'à la nationalisation de son réseau téléphonique le 16 juillet 1889. Elle se concentre alors sur la fabrication industrielle d'équipements téléphoniques. 
En 1894, elle devient la Société industrielle des téléphones (SIT). 
Ultérieurement, ses actifs sont dans la Compagnie Industrielle des Téléphones (CIT), ancêtre de CIT-Alcatel.

## Liens
- Histoire du téléphone en France
- Histoire de la S.G.T.
- Notices d'autorité :   - VIAF
  - BnF (données)